# ويلهلم ترندلنبورغ
إرنست ويلهلم تيودور ترندلنبورغ (16 يوليو 1877 - 16 مارس 1946) هو عالم فيزيولوجي ألماني معروف بعمله في مجال البصريات الفسيولوجية.
درس علم وظائف الأعضاء في جامعة فرايبورغ، وحصل على الدكتوراه من جامعة لايبزيغ عام 1900. عمل كمساعد ليوهانس فون كريس في فرايبورغ وإيفالد هيرينغ في لايبزيغ. في عام 1904 حصل على تأهيله لعلم وظائف الأعضاء في فرايبورغ، وفي عام 1911 أصبح أستاذًا متفرغًا في جامعة إنسبروك. شغلَ بعد ذلك منصب الأستاذية في جامعات جيسن (من عام 1916)، وتوبنغن (من عام 1917) وبرلين (من عام 1927).
وفي عام 1931 أصبح عضواً في الأكاديمية البروسية للعلوم.
كان نجل الجرّاح فريدريش ترندلينبورج وحفيد الفيلسوف الشهير فريدريش أدولف ترندلينبورج. كان شقيق الصيدلي بول ترندلينبرج.
كان موسيقيًا بارعًا، وكان ماهرًا في العزف على الكمان والتشيلو. ويُعتقد أنه كان أول عالم أجرى دراسات حول دور ضغط القوس ونقطة الاتصال وسرعة القوس في تحديد لون النغمة. خلال الفترة التي قضاها في جامعة فرايبورغ أجرى دراسات تتعلق بعلم نفس الحيوان والتي تضمنت اختبارات الذكاء مع القرود. يُنسب إليه أيضًا باعتباره مخترع نظارات التكيف الحمراء.

## اعمال مختارة
- دير جيسيتشتسين؛ (بالألمانية: Grundzüge der physiologischen Optik) (مع إريك شوتز)، 1924 – حاسة البصر؛ مبادئ البصريات الفسيولوجية.
- (بالألمانية: Die natürlichen grundlagen der kunst des streichinstrumentspiels) في عام 1925 – الأسس الطبيعية المتعلقة بفن تمارين الآلات الوترية.
- (بالألمانية: Anleitung zu den physiologischen übungen für Studierende der medizin) في عام 1938 – تعليمات حول التمارين الفسيولوجية لطلاب الطب.
- (بالألمانية: Zur Kenntnis der Kurvengestalt der Vokalperiode in ihrer Beziehung zu den Vorgängen im Kehlkopf) في عام 1940 – أطروحة عن العمليات في الحنجرة المرتبطة بأصوات الحروف المتحركة.
- (بالألمانية: Zur Kenntnis des abnormen Farbensinns und seiner Vererbung) في عام 1941 – معلومات عن الإحساس غير الطبيعي بالألوان والوراثة.
- (بالألمانية: Über den Licht- und Farbensinn) في عام 1943 – في حس الضوء واللون.[8]

كما كان أيضًا محررًا مشاركًا للمجلة الدورية (بالألمانية: Zeitschrift für die gesamte experienceelle Medizin).